# Europejskie Igrzyska Halowe w Lekkoatletyce 1966 – skok wzwyż mężczyzn
Skok wzwyż mężczyzn – jedna z konkurencji technicznych rozgrywanych podczas lekkoatletycznych europejskich igrzysk halowych w hali Westfalenhalle w Dortmundzie. Został rozegrany (jak zresztą całe igrzyska) 27 marca 1966. Zwyciężył reprezentant Związku Radzieckiego Wałerij Skworcow.

## Rezultaty

### Finał
Rozegrano od razu finał, w którym wzięło udział 14 skoczków.
Opracowano na podstawie materiału źródłowego.
| Miejsce | Zawodnik              | Wynik |
| ------- | --------------------- | ----- |
| 1       | Wałerij Skworcow      | 2,17  |
| 2       | Wolfgang Schillkowski | 2,11  |
| 3       | Kjell-Åke Nilsson     | 2,08  |
| 4       | Rudolf Baudis         | 2,08  |
| 5       | Ingomar Sieghart      | 2,05  |
| 6       | Branko Vivod          | 2,05  |
| 7       | Jón Ólafsson          | 2,00  |
| 8       | Benny Andreassen      | 2,00  |
| 9       | René Maurer           | 2,00  |
| 10      | Robert Sainte-Rose    | 2,00  |
| 11      | Christian Le Hérissé  | 2,00  |
| 12      | Erminio Azzaro        | 2,00  |
| 13      | Rudolf Hübner         | 1,95  |
| 14      | Mauro Bogliatto       | 1,90  |